# Копытенков, Николай Андреевич
Николай Андреевич Копытенков (31 мая 1923, село Кермись, Рязанская губерния — 30 августа 1986, Волгоград) — советский офицер, военфельдшер в годы Великой Отечественной войны, Герой Советского Союза.

## Биография
Родился 31 мая 1923 года в селе Кермись в крестьянской семье. Русский. Окончил 7 классов. Работал в колхозе. В 1939 году закончил фельдшерско-акушерскую школу в Рязани.
Призван на службу в Красную армию в апреле 1941 года, учился в Киевском военно-медицинском училище. В 1941 году в составе ополчения принимал участие в обороне Киева, после потери города эвакуирован с училищем на Урал.
После окончания училища в июле 1942 году направлен на Воронежский фронт, стал военфельдшером батальона 520-го стрелкового полка.
7 февраля 1943 года при отходе из деревни Прилепы Мантуровского района Курской области командир взвода носильщиков санитарной роты 520-го стрелкового полка 167-й стрелковой дивизии 38-й армии Воронежского фронта старший военфельдшер Н. А. Копытёнков эвакуировал под огнём противника 83 раненых бойцов и командиров в медсанбат в село Ястребовка. Кроме того, в боях за деревни Малое Солдатское, Камышное, Борки, Спальное Беловского района Курской области хорошо организовал эвакуацию раненых из полевого медпункта в медсанбат, перевезя 243 человека. За этот эпизод 21 апреля 1943 года был представлен командиром 520-го стрелкового полка майором Придача к медали «За боевые заслуги», однако по решению командира 167-й стрелковой дивизии генерал-майора И. И. Мельникова был награждён орденом Красной Звезды (22 мая 1943).
С апреля 1943 года — командир санитарной роты.
В ходе боёв за форсирование Днепра в ноябре 1943 года переправил через Днепр более 100 раненых. Член ВКП(б)/КПСС с 1943 года.
6 ноября 1943 года санитарная часть лейтенанта медицинской службы Н. А. Копытёнкова находилась в деревне Святошино под Киевом (ныне в черте Киева). Деревня подверглась бомбардировке люфтваффе, одна из бомб попала в здание, где лежали раненые. Фельдшер санитарной роты 520-го стрелкового полка 167-й стрелковой дивизии Н. А. Копытёнков и военфельдшер Ф. А. Пушина вынесли из горящего дома несколько десятков раненых, при этом Федора Пушина сильно обгорела и умерла на руках у Николая, сам Копытенков получил тяжёлые ожоги.
10 января 1944 года Н. А. Копытёнкову и Ф. А. Пушиной (посмертно) Указом Президиума Верховного Совета СССР «О присвоении звания Героя Советского Союза генералам, офицерскому, сержантскому и рядовому составу Красной Армии» от 10 января 1944 года за «образцовое выполнение боевых заданий командования на фронте борьбы с немецко-фашистскими захватчиками и проявленные при этом отвагу и геройство» было присвоено звание Героев Советского Союза (медаль «Золотая Звезда» № 2459).
После лечения в 1944 году вернулся на фронт.
В 1946 году окончил курсы зубных врачей и продолжил службу в Вооружённых Силах СССР. С 1962 года вышел в отставку в звании майора медицинской службы. Жил в Волгограде, работал в стоматологической клинике.
Умер 30 августа 1986 года.

## Награды и звания
- Герой Советского Союза (10 января 1944);
- орден Ленина (10 января 1944);
- два ордена Отечественной войны I степени (13 января 1944; 1985);
- два ордена Красной Звезды (22 мая 1943; ??);
- медали.